# Tole Buka
Tole Buka, w źródłach łacińskich Teleboga (zm. 1291) – siódmy chan Złotej Ordy w latach 1287-1291.
Był następcą Tode Monge i wnukiem Batu-chana. Tron uzyskał dzięki poparciu Nogaja. Na przełomie 1287/1288 dokonał III najazdu mongolskiego na Polskę. W 1291 po krótkiej wojnie domowej (od 1290) został obalony z inicjatywy Nogaja. Jego następcą był Tokta.